# ری گیل
ری گیل (انگلیسی: Ray Gill; ۸ دسامبر ۱۹۲۴ – ۱۷ سپتامبر ۲۰۰۱) بازیکن فوتبال اهل بریتانیا بود.
از باشگاه‌هایی که در آن بازی کرده‌است می‌توان به باشگاه فوتبال منچستر سیتی و باشگاه فوتبال آلترینچام اشاره کرد.